# Edvard Moser
Edvard Moser (27 de abril de 1962) é um psicólogo e neurocientista norueguês.
Foi agraciado com o Prêmio Nobel de Fisiologia ou Medicina de 2014, dividido com sua mulher, May-Britt Moser, e o britânico-americano John O'Keefe.

## Vida
Edvard Moser é de origem alemã. Sua mãe é natural de Essen e seu pai de Kronberg im Taunus. Estudou com sua mulher May-Britt Moser a partir de 1982 matemática, estatística, programação, neurobiologia e psicologia na Universidade de Oslo. Completou os estudos em psicologia em 1990. O casal obteve um doutorado em neurofisiologia na Universidade de Oslo, orientados por Per Andersen. Foram pós-doutorandos com  Richard Morris na Universidade de Edimburgo.

## Condecorações (seleção)
- 2005 membro da Academia Norueguesa de Literatura e Ciências[3]
- 2011 membro da Academia Europaea
- 2011 Prêmio Louis Jeantet[4]
- 2012 Prêmio Perl-UNC[5]
- 2013 Prêmio Louisa Gross Horwitz[6]
- 2014 membro estrangeiro da Academia Nacional de Ciências dos Estados Unidos[7]
- 2014 Prêmio Körber de Ciência Europeia[8]
- 2014 Nobel de Fisiologia ou Medicina[9]
- 2015 membro da American Philosophical Society